# Andrea Carandini

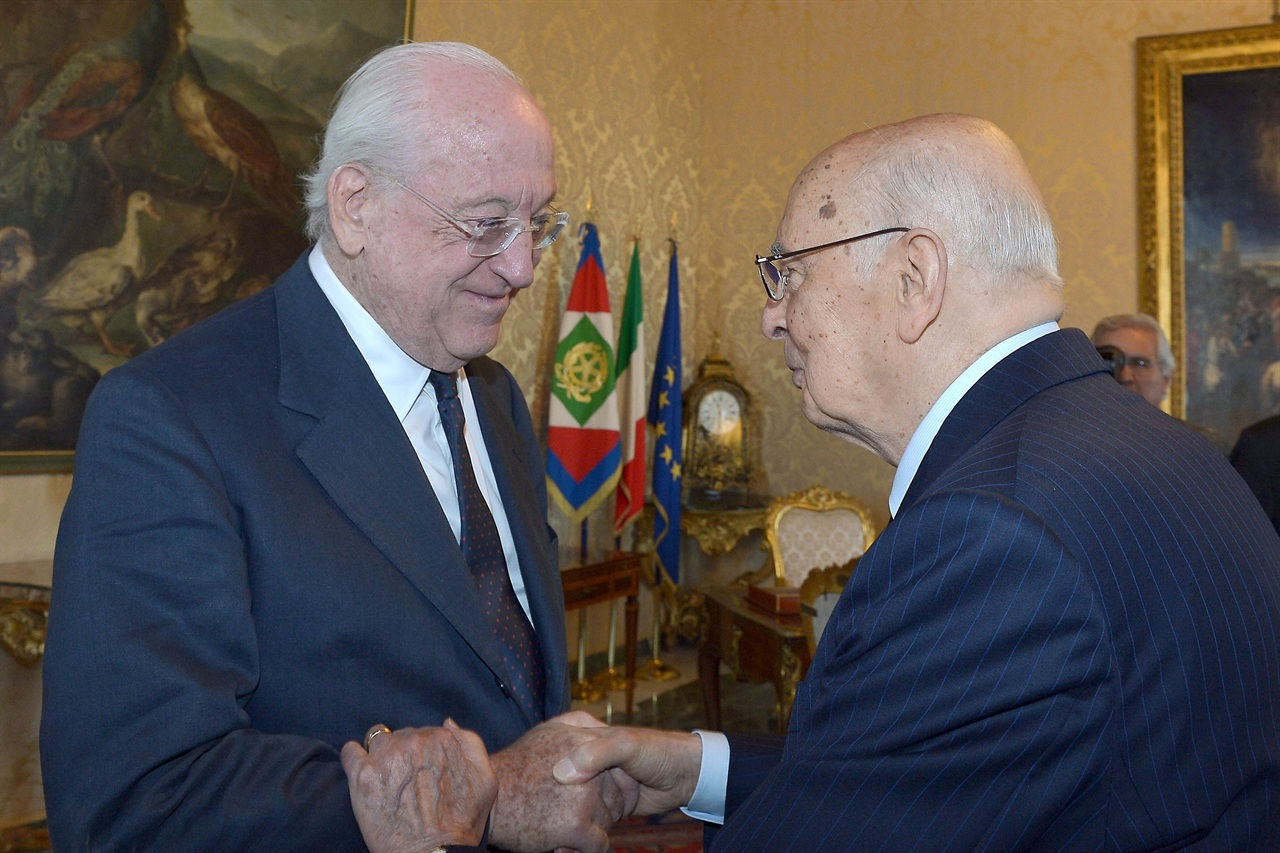
Andrea Carandini ricevuto al Quirinale da Giorgio Napolitano nel maggio 2014

Andrea Carandini (Roma, 3 novembre 1937) è un archeologo e saggista italiano.

## Biografia
Quartogenito dell'ambasciatore e ministro della Repubblica Nicolò Carandini e di Elena Albertini, appartiene alla nobile famiglia Carandini , dell'antico patriziato modenese, che nei secoli acquisì i titoli di conte e marchese di Sarzano. Ha tre sorelle, Maria, Margherita e Silvia, e aveva un fratello maggiore, il politico Guido Carandini. Fu allievo di Ranuccio Bianchi Bandinelli, con il quale si laureò nel 1962 con una tesi sui mosaici della villa di Piazza Armerina.
Nel 1963 è iniziata la sua carriera accademica, prima come assistente volontario e poi come assistente incaricato presso la cattedra di Archeologia e Storia dell'Arte greca e romana dell'Università La Sapienza di Roma. Tra il 1967 ed il 1980 ha ricoperto il ruolo di assistente ordinario presso la medesima cattedra. Contemporaneamente, tra il 1971 ed il 1981, è stato professore incaricato di Archeologia e Storia dell'arte greca e romana presso l'Università di Siena e tra il 1980 ed il 1983 è stato professore straordinario di Archeologia e Storia dell'arte greca e romana presso la stessa Università. Dal 1983 al 1992 è stato professore ordinario di Archeologia e Storia dell'arte romana presso l'Università di Pisa.
Dal 1984 è stato direttore e titolare dell'insegnamento di Archeologia e Storia dell'arte greca e romana presso la Scuola di Specializzazione in Archeologia dell'Università di Pisa. Dal 1992 è stato Professore ordinario di Archeologia e Storia dell'arte greca e romana presso l'Università La Sapienza di Roma. Ha insegnato anche Metodologia e tecnica degli scavi e Archeologia e Storia dell'arte greca e romana presso la Scuola di Specializzazione di Archeologia dell'Università di Roma. Da novembre 2010 è in pensione.
Nel 2007 è stato Presidente della Commissione paritetica per la realizzazione del Sistema Informativo Archeologico delle città italiane e dei loro territori. Nello stesso anno è stato membro della Commissione Mista Stato-Comune per la sistemazione dell'Area monumentale Centrale di Roma.
Dal 17 marzo 2009 è stato Presidente del Consiglio Superiore dei Beni Culturali, nominato dal Ministro per i Beni Culturali Sandro Bondi in sostituzione del dimissionario Salvatore Settis e confermato dai ministri Giancarlo Galan e Lorenzo Ornaghi. Ha presentato le sue dimissioni dalla presidenza del Consiglio Superiore dei Beni Culturali il 24 maggio del 2012.
Il 19 febbraio 2013 è subentrato a Ilaria Borletti Buitoni come Presidente del Fondo per l'Ambiente Italiano (FAI), e nel 2018 gli è stato rinnovato il mandato per un secondo quinquennio. Si dimette da questa carica con due anni di anticipo, il 15 dicembre 2021, venendo sostituito da Marco Magnifico (che fino ad allora ricopriva il ruolo di Vicepresidente Esecutivo).
Con decreto ministeriale del 24 gennaio 2018 (rep. n. 60) è stato nominato componente del Comitato scientifico del Parco Archeologico del Colosseo.
Nel 2018 ha coordinato il comitato scientifico che ha operato al servizio dell'apertura del Museo Classis Ravenna

## Attività archeologica sul campo
È noto soprattutto per la scoperta a Roma, durante gli scavi sulle pendici settentrionali del Palatino, dei resti di una fortificazione facente parte del circuito murario difensivo, che avrebbe circondato il colle nell'VIII secolo a.C. La datazione di questo rinvenimento, se corretta, sarebbe particolarmente importante per la ricostruzione delle prime fasi della città di Roma, in accordo con quanto trasmesso dalla leggenda sulla fondazione e sulle vicende dell'età regia. Romolo e Remo sono infatti dalle fonti collocati cronologicamente proprio alla metà dell'VIII secolo a.C.
Ampia diffusione riscontrano i suoi scavi nella villa romana di Settefinestre (vicino a Capalbio, GR), anche per la diffusione in Italia della tecnica archeologica di scavo stratigrafico, e per aver condotto alla ricostruzione del sistema di produzione agricolo e schiavistico delle ville romane.
I suoi lavori sulla mitografia e sulla genesi del mito attraverso gli elementi plastici, hanno fornito materiale al regista Matteo Rovere nel ricostruire fedelmente la società arcaica dell'VIII secolo a.C. nella serie Romulus.

## Onorificenze
- Premio Roma alla romanità, 2005

- Premio alla Carriera Capitello d'Oro, 2007
- Premio Fregene, 2010
- Premio Capri, 2012 (con P. Conti)
- Premio Capalbio, 2012
- Premio Roma per la Saggistica, 2016
- Premio Isaiah Berlin, 2016
- Premio Calabriambiente, 2016
- Diploma di Socio d’Onore dell’Accademia di Scienze Lettere e Belle Arti degli Zelanti e dei Dafnici di Acireale, 2017
- Ordine di Galileo Galilei, 2021[6].

### Cittadinanze onorarie
| Stemma | Comune             | Data investitura  |
| ------ | ------------------ | ----------------- |
|        | Colleretto Giacosa | 19 agosto 2014    |
|        | Parella            | 26 settembre 2015 |

## Scavi e ricerche
- 1964-1982: Piazza Armerina. Scavo stratigrafico della villa romana e studi sulla decorazione musiva.
- 1966-1977: Ostia. Terme del Nuotatore.  Scavo stratigrafico di un complesso termale romano e indagini sull'instrumentum domestico romano.
- 1974-1985: Settefinestre. Scavo stratigrafico di una villa romana e studi sul modo di produzione schiavistico.
- 1974-1985: Valli dell'Albegna e del Fiora. Ricognizione di superficie nei territori delle antiche città di Cosa, Heba, Saturnia e Vulci e ricostruzione della sequenza dei paesaggi agrari.
- 1985: Cartagine.  Scavo stratigrafico nell'ambito del progetto UNESCO in un'area della città antica e analisi del tessuto urbano e dei rapporti dalla città con il territorio.
- 1987-1992: Valle del Cecina. Ricognizione di superficie nel territorio della antica città di Volterra e sperimentazione di nuove metodologie di indagine.
- 1987-1992: Volterra. Scavo stratigrafico nell'area del teatro romano e indagini sullo sviluppo urbanistico della città.
- 1989: Tipasa. Scavo stratigrafico della villa romana del Nador.
- Dal 1985: Roma. Scavi stratigrafici sulla pendice settentrionale del Palatino e ricostruzione di un quartiere di Roma antica.
- 1990-1993: Basilicata. Scavo stratigrafico di una villa romana in località S. Pietro - Tolve (Potenza).
- Dal 1993: Comune di Roma. Ricognizione di superficie del territorio dei Municipi II, IV, IX (terminata) e dei Municipi X e XVIII (in corso).
- Dal 1993: Pompei. Scavi stratigrafici presso il Foro Triangolare e le insulae VII, 9 e VIII, 2.
- Dal 1996: Veio. Scavi stratigrafici di monumenti privati e pubblici (tra cui il foro e le terme del municipio augusteo) in località Macchiagrande e di un monumentale complesso pubblico in località Campetti.
- 1996-1997: Roma. Scavo stratigrafico ed edizione della fattoria e della villa individuate presso l'Auditorium Parco della Musica costruito da Renzo Piano nel quartiere Flaminio.
- 1996-2012: Studio ed edizione delle fonti letterarie relative alla fondazione di Roma (La leggenda di Roma, voll. I-IV, Mondadori, Fondazione Lorenzo Valla, Milano).
- Dal 1998: Coordinatore di un progetto di ricerca per la gestione informatizzata dei dati archeologici.
- 2005-2007: Coordinatore del progetto Imago Urbis per la realizzazione e implementazione di un sito web per la gestione, conoscenza e aggiornamento dei dati relativi a Roma antica. Il progetto è stato approvato dalla “Commissione Infrastrutture Cultura” e finanziato da Arcus S.p.A.
- Dal 2007 al 2012: Progetto "Atlante di Roma" per l'edizione dei dati raccolti grazie al progetto Imago Urbis.

## Opere

### Monografie
- Ricerche sullo stile e la cronologia dei mosaici della villa di Piazza Armerina, L'Erma di Bretschneider («Studi Miscellanei», 7), Roma 1964.
- La secchia Doria: una «storia di Achille» tardo-antica. Contributo al problema dell'industria artistica di tradizione ellenistica in Egitto, L'Erma di Bretschneider, Roma 1965.
- Vibia Sabina. La funzione politica, l'iconografia dell'Augusta e il problema del classicismo adrianeo, Olschki, Firenze 1969.
- Archeologia e cultura materiale. Lavori senza gloria nell'antichità classica, De Donato, Bari 1975, 1979. [trad. sp.: Arqueologia y cultura material, Barcelona 1984]
- L'anatomia della scimmia. La formazione economica della società prima del capitale (con un commento alle Forme che precedono la produzione capitalistica dai Grundrisse di Marx), Einaudi, Torino 1979.
- Storie dalla terra. Manuale dello scavo archeologico, Bari 1981; Collana Biblioteca n.102, Einaudi, Torino, 1996, II° ed. con Addenda, 2000; Collana Piccola Biblioteca.Nuova serie, Einaudi, 2010. [Trad. sp.: Historias en la tiera, Manual de excavación arquelógica, Barcelona 1997]
- con A. Ricci e M. De Vos, Filosofiana. La villa di Piazza Armerina. Immagine di un aristocratico romano al tempo di Costantino, Flaccovio, Palermo 1982.
- Schiavi in Italia: gli strumenti pensanti dei Romani fra tarda Repubblica e medio Impero, Nuova Italia Scientifica, Roma 1988.
- con L. Anselmino, M. Bouchenaki, Ph. Leveau, D. Manacorda, C. Pavolini, P. Salama, Il Castellum del Nador. Storia di una fattoria tra Tipasa e Cesarea (I-VI sec. d. C.), L'Erma di Bretschneider (Monografie di Archeologia libica, 23), Roma 1989.
- La nascita di Roma. Dèi, Lari, eroi e uomini all'alba di una civiltà, Einaudi, Torino 1997 (traduzione in tedesco: A. Carandini, Die Geburt Roms. Aus dem Italienischen von K. Pichler, Artemis&Winkler Verlag, Düsseldorf-Zürich, 2002; edizione corretta e aggiornata nel 2003).
- Giornale di Scavo: pensieri sparsi di un archeologo, Einaudi, Torino 2000.
- Archeologia del mito. Emozione e ragione fra primitivi e moderni, Einaudi, Torino 2002.
- Palatino, Velia e Sacra via. Paesaggi urbani attraverso il tempo, «Quaderni di Workshop di Archeologia Classica», 1, Fabrizio Serra Editore, Pisa-Roma 2004.
- Remo e Romolo. Dai rioni dei Quiriti alla città dei Romani (775/750 – 700/675 a.C.), Torino, Einaudi, 2006.
- Sindrome Occidentale. Conversazioni fra un archeologo e uno storico sull'origine a Roma del diritto, della politica e dello stato, Il Melangolo, Genova 2007.
- Roma. Il primo giorno, Roma-Bari, Laterza, 2007.
- Cercando Quirino. Traversata sulle onde elettromagnetiche nel suolo del Quirinale, Torino, Einaudi, 2007.
- con D. Bruno, La casa di Augusto. Dai Lupercalia al Natale, Laterza, Roma-Bari 2008.
- Archeologia classica. Vedere il tempo antico con occhi del 2000, Einaudi, Torino 2008.
- Le case del potere nell'antica Roma, Laterza, Roma-Bari 2010.
- Re Tarquinio e il divino bastardo. Storia della dinastia segreta che rifondò Roma, Rizzoli, Milano 2010.
- Res publica. Come Bruto cacciò l'ultimo re di Roma, Rizzoli, Milano 2011.
- La fondazione di Roma raccontata da Andrea Carandini, Roma-Bari, Laterza, 2011.
- Il nuovo dell'Italia è nel passato, Intervista a cura di Paolo Conti, Roma-Bari, Laterza, 2012.
- Su questa pietra. Gesù, Pietro e la nascita della Chiesa, Roma-Bari, Laterza, 2013.
- La Roma di Augusto in 100 monumenti, Novara, UTET, 2014, ISBN 978-88-511-2093-1.
- Paesaggio di idee. Tre anni con Isaiah Berlin, Rubbettino, 2015.
- Il fuoco sacro di Roma. Vesta, Romolo, Enea, Roma-Bari, Laterza, 2015.
- Giove custode di Roma. Il Dio che difende la città, Novara, UTET, 2016.
- Angoli di Roma. Guida inconsueta alla città antica, Roma-Bari, Laterza, 2016.
- La forza del contesto, Roma-Bari, Laterza, 2017.
- Antinomia ben temperata. Scavi nell'io e nel noi. 131 riflessioni su ordine e disordine, ragione e sentimento, caos e armonia, Novara, UTET, 2017.
- Io, Agrippina, Roma-Bari, Laterza, 2018.
- Adriano. Roma e Atene, Novara, UTET, 2019.
- Antonino Pio e Marco Aurelio. Maestro e allievo all'apice dell'impero, Rizzoli, 2020.
- Dal mostro al principe. Alle origini di Roma, Laterza, 2021.

### Memorie
- L'ultimo della classe. Archeologia di un borghese critico, Rizzoli, Milano, 2021.

### Curatele
- con C. Panella, Ostia III. Le terme del Nuotatore. Scavo degli ambienti III, VI, VII. Scavo dell'ambiente V e di un saggio nell'area SO, L'Erma di Bretschneider («Studi Miscellanei» 21.1*2), Roma 1973.
- con C. Panella, Ostia IV. Le Terme del Nuotatore. Scavo dell'ambiente XVI e dell'area XXV, L'Erma di Bretschneider («Studi Miscellanei» 23), Roma 1977.
- con S. Settis, Schiavi e padroni nell'Etruria romana. La villa di Settefinestre: dallo scavo alla mostra, De Donato, Bari 1979 (trad. Esclaves et Maîtres en Étrurie Romaine. Les fouilles de la villa de Settefinestre, edizione aggiornata a cura del Centre de documentation Sciences Humaines, Paris 1981).
- Atlante delle forme ceramiche. I. Ceramica fine romana nel bacino mediterraneo (medio e tardo impero), Enciclopedia dell'Arte Antica, Roma 1981.
- Settefinestre: una villa schiavistica nell'Etruria romana, i*-i**, Franco Cosimo Panini, Modena 1985.
- La romanizzazione dell'Etruria: il territorio di Vulci, catalogo della mostra (Orbetello 25 maggio - 20 ottobre 1985), Electa, Milano 1985.
- con L. Cracco Ruggini, A. Giardina, Storia di Roma, 3.2. L'età tardoantica. ii.I luoghi e le culture, Einaudi, Torino 1993.
- con R. Cappelli, Roma. Romolo, Remo e la fondazione della città, Catalogo della mostra (Roma, 28 giugno - 29 ottobre 2000), Electa, Milano 2000.
- con P. Carafa, Palatium e Sacra Via I. Prima delle mura, l'età delle mura e l'età delle case arcaiche, «Bollettino di Archeologia» 31*34, Istituto Poligrafico e Zecca dello Stato, Roma 2000.
- con F. Cambi, Paesaggi d'Etruria. Valle dell'Albegna, Valle d'Oro, Valle del Chiarore, Valle del Tafone, Edizioni di Storia e Letteratura, Roma 2002.
- con E. Papi, Palatium e Sacra via II. L'età tardo-repubblicana e la prima età imperiale (fine del III secolo a.C. - 64 d.C.), «Bollettino di Archeologia» 59*60, Istituto Poligrafico e Zecca dello Stato, Roma 2006.
- La leggenda di Roma, volume I. Dalla nascita dei gemelli alla fondazione della città, Mondadori - Fondazione Valla, Milano 2006.
- con M. T. D'Alessio e H. Di Giuseppe, La fattoria e la villa dell'Auditorium nel quartiere flaminio di Roma («BCAR Serie monografica» 14), Roma 2006.
- La leggenda di Roma, volume II. Dal ratto delle donne al regno di Romolo e Tito Tazio, Mondadori - Fondazione Valla, Milano 2010.
- La leggenda di Roma, volume III. La costituzione, Mondadori - Fondazione Valla, Milano 2011.
- con P. Carafa, Atlante di Roma antica. Ritratti e biografia della Città dalle origini al VI secolo d.C., Electa, Milano 2012.
- La leggenda di Roma, volume IV. Dalla morte di Tito Tazio alla fine di Romolo, Mondadori – Fondazione Valla, Milano 2014.
- La Roma di Augusto in 100 monumenti, UTET, 2014.
- con P. Carafa, M.T. D’Alessio, D. Filippi, Santuario di Vesta, pendice del Palatino e via Sacra, Quasar, Roma 2017.
- con P. Carafa, The Atlas of Ancient Rome: Biography and Portraits of the City, Princeton University Press, Princeton and Oxford 2017.